# Eilat Mazar
Eilat Mazar (in ebraico אילת מזר‎?; 10 settembre 1956 – 25 maggio 2021) è stata un'archeologa israeliana, specializzata in Gerusalemme e archeologia fenicia.  È stata anche una persona chiave dell'archeologia biblica, nota per la sua scoperta della "grande struttura in pietra" che lei suppose essere il palazzo di Re Davide.

## Biografia
Nata il 10 settembre 1956, era la nipote del pioniere dell'archeologia israeliana Benjamin Mazar, che è stato presidente dell'Università Ebraica di Gerusalemme.  Conseguì un Bachelor of Arts presso la stessa università, prima di unirsi al gruppo di scavi di Yigal Shiloh nel 1981 e lavorare lì per quattro anni.  Nel 1997 ottenne un dottorato in filosofia presso l'Università Ebraica.  La sua tesi fu scritta sulla cultura della Fenicia sulla base degli scavi che aveva intrapreso ad Achziv.

## Carriera
Mazar è stata senior fellow presso lo Shalem Center. Lavorò agli scavi del Monte del Tempio e agli scavi ad Achzib. In precedenza fu a capo dell'Istituto di Archeologia del Centro Shalem.

### La grande struttura in pietra ("Palazzo del re Davide")
Il 4 agosto 2005, Mazar annunciò di aver scoperto a Gerusalemme quello che potrebbe essere stato il palazzo del re biblico David, secondo la Bibbia il secondo re di un Regno Unito di Israele, che potrebbe aver governato tra la fine dell'XI secolo e l'inizio del X secolo a.C. Ora indicata come la struttura della Grande Pietra, la scoperta di Mazar consiste in un edificio pubblico da lei datato al X secolo a.C., un rotolo di rame, ceramiche dello stesso periodo e una bulla di argilla, o sigillo inscritto, di Jehucal, figlio di Shelemiah, figlio di Shevi, un funzionario menzionato almeno due volte nel Libro di Geremia. Nel luglio 2008, trovò anche un secondo sigillo, appartenente a Gedaliah ben Pashhur, menzionato insieme a Jehucal in Geremia 38:1. Lo scavo fu sponsorizzato dal Centro Shalem e finanziato da un banchiere d'affari americano, il barone Corso de Palenzuela Ha Levi-Kahana Mayuha. Il terreno è di proprietà della Fondazione Ir David.
Amihai Mazar, professore di archeologia all'Università Ebraica e cugino di Mazar, ha definito il ritrovamento "qualcosa di miracoloso". Ha detto di credere che l'edificio potesse essere la Fortezza di Sion che, si dice, venne presa da Davide. Altri studiosi sono scettici sul fatto che i muri di fondazione provengano dal palazzo di Davide. Suggeriscono che la grande struttura in pietra sia un massiccio edificio gebuseo che fu costruito alla fine del dominio gebuseo su Gerusalemme. Nella sua relazione preliminare pubblicata nel 2009, la dottoressa Mazar riconobbe che ciò era possibile, ma spiegò anche o perché è altamente improbabile. I gebusei non avrebbero investito il tempo e le risorse necessarie per costruire una massiccia struttura sontuosa fuori dalla loro città-fortezza, in un momento in cui gli israeliti stavano acquistando potere e si preparavano a conquistare il territorio gebuseo.

### Il muro di Neemia
Nel 2007 Mazar scoprì quello che ha suggerito essere il muro di Neemia.

### Porta salomonica e torre
Nel 2010 Mazar annunciò la scoperta di parte delle antiche mura della città intorno alla Città di Davide che riteneva risalissero al X secolo a.C. Secondo Mazar, "è la costruzione più significativa che abbiamo dai tempi del Primo Tempio in Israele" e "significa che a quel tempo, nel X secolo, a Gerusalemme c'era un regime in grado di realizzare tale costruzione". Il decimo secolo BC è il periodo che la Bibbia descrive come il regno del re Salomone. Non tutti gli archeologi credettero che a quel tempo ci fosse uno stato forte, e l'archeologo Aren Maeir fu dubbioso su tali affermazioni e sulla datazione di Mazar.

### Iscrizione Ofel
Nel 2012, Mazar annunciò la scoperta dell'iscrizione presso lo scavo di Ofel. L'iscrizione Ofel è stata realizzata su un grande vaso di stoccaggio e si è conservata solo un pezzo di 8 lettere. Sono state suggerite diverse letture, così come diverse attribuzioni, forse a Gebusei o a Ebrei. Risale all'XI-X secolo BC.

### Ophel tesoro d'oro
Il 9 settembre 2013, l'Università Ebraica di Gerusalemme annunciò che Eilat Mazar aveva scoperto un tesoro d'oro ai piedi del Monte del Tempio, risalente alla fine del periodo bizantino (inizio del VII secolo). Soprannominato il tesoro dell'Ophel, il nascondiglio di 1.400 anni contiene un medaglione d'oro su cui sono incisi una menorah, uno shofar e un rotolo della Torah.

### Sigillo di Ezechia

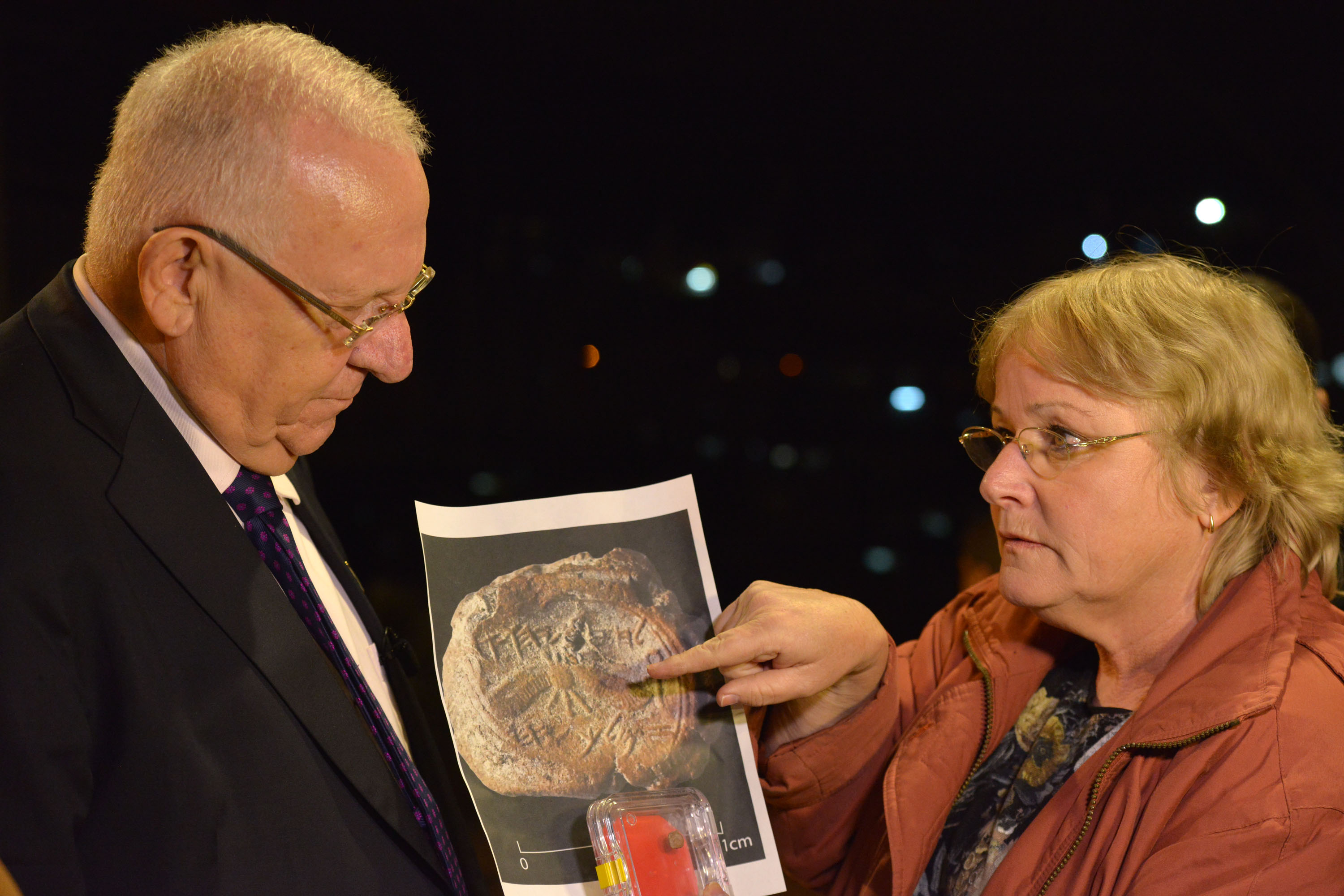
Eilat Mazar presenta il sigillo reale di Ezechia al presidente di Israele, Reuven Rivlin, nel 2015

Nel 2015, Mazar scoprì il sigillo reale del biblico Ezechia, che recita "Appartenente a Ezechia [figlio di] Acaz re di Giuda" e risale al periodo compreso tra il 727 e il 698 BC.  Questa è stata, secondo Mazar, "la prima volta che un'impronta di sigillo di un re israelita o giudeo è venuta alla luce in uno scavo archeologico scientifico".

### Sigillo di Isaia
Nel 2018 Mazar pubblicò un rapporto in cui si discuteva della scoperta di un altro sigillo che, secondo lei, avrebbe potuto essere appartenuto a Isaia, profeta e contemporaneo di Ezechia. Credeva che il frammento facesse parte di un sigillo il cui testo completo avrebbe potuto essere "Appartenente al profeta Isaia".  Altri esperti, tra cui Christopher Rollston della George Washington University, hanno indicato che il sigillo è incompleto e che l'iscrizione non si riferisce necessariamente alla figura biblica.

## Approccio scientifico
Mazar era una massimalista biblica e, disse, "lavoro con la Bibbia in una mano e gli strumenti di scavo nell'altra, e cerco di considerare tutto".
Tuttavia, Israel Finkelstein e altri archeologi dell'Università di Tel Aviv hanno segnalato la preoccupazione che, con riferimento alla sua datazione del 2006 delle "mura della città salomonica" nell'area a sud del Monte del Tempio noto come Ophel, "il testo biblico domina questa operazione sul campo, non l'archeologia. Se non fosse stato per la lettura letterale del testo biblico da parte di Mazar, non avrebbe mai datato i resti al X secolo BC con tanta fiducia".  Tuttavia, gli studiosi ora concordano con la datazione di Mazar di questo struttura
Mazar fu avvertita dall'epigrafista Ryan Byrne in seguito alla confusione del 2008 sull'iscrizione nel sigillo Shelomit, che "nella folle corsa a riportare al pubblico artefatti biblici o collegare scoperte con le persone o gli eventi più oscuri riportati nella Bibbia, a volte c'è una tendenza a compromettere la prudenza analitica che gli oggetti di tale valore meritano così tanto".
Mazar morì il 25 maggio 2021. Aveva 64 anni e soffriva di una lunga malattia.

## Vita privata
Mazar ebbe una figlia dal suo primo matrimonio, che si è concluso con un divorzio.  Il suo secondo matrimonio fu con Yair Shoham, che era anche un archeologo. Rimasero sposati fino alla sua morte per un attacco di cuore nel 1997, all'età di 44 anni.  Insieme ebbero tre figli.

## Opere
- "Did I Find King David's Palace?". Biblical Archaeology Review, p.16-27, gennaio/febbraio, 2006
- The Phoenician Family Tomb N.1 at the Northern Cemetery of Achziv (10th-6th secoli BC). Sam Turner Expedition, report finale degli scavi, Cuadernos de Arquelogia Mediterranea, Barcellona, 2004
- The Phoenicians in Achziv, The Southern Cemetery, Jerome L. Joss Expedition, report finale degli scavi 1988-1990, Cuadernos de Arquelogia Mediterranea, Barcellona, 2004
- The Temple Mount Excavations in Jerusalem 1968–1978 diretto da Benjamin Mazar, report finale, vol. II: The Byzantine and Early Islamic Periods, Qedem, vol. 43,  Jerusalem: Institute of Archaeology, Università Ebraica di Gerusalemme, 2003
- The Complete Guide to the Temple Mount Excavations. Jerusalem: Shoham Academic Research and Publication, 2003 ISBN 965-90299-1-8
- The Monastery of the Virgins - Byzantine Period - Temple Mount Excavations in Jerusalem, Institute of Archaeology, Università Ebraica di Gerusalemme, 1998
- (con Mazar, B.) Excavations in the South of the Temple Mount, The Ophel of Biblical Jerusalem, Gerusalemme, 1989